# Saulxures (Haute-Marne)
Saulxures ist eine französische Gemeinde mit 134 Einwohnern (Stand 1. Januar 2022) im Département Haute-Marne in der Region Grand Est; sie gehört zum Arrondissement Langres.

## Geografie
Saulxures liegt an der Quelle der Petite Amance, 25 Kilometer nordöstlich der Stadt Langres im Südosten des Départements Haute-Marne.

## Geschichte
Die Mechanisierung der Landwirtschaft führte zu einer Abwanderung im späten 19. Jahrhundert und im 20. Jahrhundert. Saulxures gehörte historisch zur Vogtei Bailliage de la Marche innerhalb der Region Barrois mouvant. Der Ort gehörte von 1793 bis 1801 zum District Bourbonne, zudem von 1793 bis 1801 zum Kanton Rançonnières und von 1801 bis 2015 zum Kanton Montigny (Name ab 1974: Kanton Val-de-Meuse). Von 1972 bis zum 1. Januar 2012 war Saulxures in die Gemeinde Val-de-Meuse eingegliedert.

## Bevölkerungsentwicklung
| Jahr                       | 1793 | 1806 | 1821 | 1831 | 1851 | 1872 | 1962 | 1968 | 2006 | 2019 |
| Einwohner                  | 429  | 507  | 371  | 428  | 417  | 394  | 181  | 158  | 125  | 130  |
| Quellen: Cassini und INSEE |      |      |      |      |      |      |      |      |      |      |

## Sehenswürdigkeiten
- Dorfkirche Saint-Jacques (erbaut 1714; Glockenturm 12. und 13. Jahrhundert)[1]
- Denkmal für die Gefallenen
- mehrere Wegkreuze im Dorf